# Floresta (Olaszország)
Floresta település Olaszországban, Szicília régióban, Messina megyében. Lakosainak száma 469 fő (2023. január 1.). Floresta Montalbano Elicona, Santa Domenica Vittoria, Raccuja, Randazzo, Tortorici, Ucria és San Piero Patti községekkel határos.

## Népesség
A település lakossága az elmúlt években az alábbi módon változott:
| Lakosok száma | 478  | 469  | 469  |
|               | 2017 | 2018 | 2023 |